# Osvaldo Príncipi
Osvaldo Roberto Príncipi (Mercedes, Argentina, 14 de diciembre de 1956) es un relator deportivo y de boxeo argentino. Participó en 4 películas, dos de ellas de 100% Lucha.

## Biografía

### Primeros años
Su padre, Emilio Príncipi, era herrero-carpintero y su madre, Elena Bonnet, ama de casa y profesora de mecanografía. Cursó sus estudios en el Colegio Nacional 8 Florentino Ameghino. Su afición por el boxeo comenzó con el consumo de radio y del diario La Nación, en donde comenzó a detenerse particularmente en las notas de boxeo.

### Trayectoria
Comenzó relatando boxeo en 1972, a los quince años, en la radiodifusora de Mercedes Oral, Música, Hogar. En esa misma época, fue boxeador aficionado realizando sólo cinco peleas de las cuales empató una y perdió cuatro. En 1974, luego de varios intercambios por carta con Julio Ernesto Vila, es invitado por el relator a trabajar en el gimnasio del Luna Park entrevistando a los boxeadores.
Entre 1977 y 1980, trabajó en el programa de Canal Trece Entre las sogas, al cuál renunció por problemas personales con el conductor, Ricardo Arias.
Desde 1990 a 1993, integró el elenco de Videomatch, el cual abandonó cuando este programa comenzó a dejar de lado el deporte como temática. Durante su estadía en este ciclo, conoció a su actual esposa Inés.
Trabajó en combates de Carlos Monzón, Nicolino Locche, Víctor Galíndez, Sugar Ray Leonard, Roberto Durán, Tommy Hearns, Mike Tyson, Marvin Hagler, Lennox Lewis, Nassim Hammed, Floyd Mayweather. Además relató a las principales figuras del Box Nacional de 1980 a hoy. 
En el año 2003  protagonizó junto a Julio Ernesto Vila y Oscar Himschoot "Historia de dos pasiones: tango y box” bajo producción del escritor y gestor cultural balcarceño José Valle, en la tradicional Esquina Homero Manzi del porteñisimo barrio de Boedo.
Entre el 2006 y 2010 trabajó como relator del programa de televisión 100% Lucha, en el cual adquirió un notable reconocimiento.
En la última década acompañó al conductor Marley en sus ciclos de Telefé en el Muro Infernal, 3, 2, 1 a ganar, La Nave de Marley y el programa radial La Ley de Marley.
Recibió una distinción por su trayectoria del  Centro de Estudios y Difusión de la Cultura Popular Argentina (CEDICUPO)en la celebración del 93º Aniversario de la Radiofonía y Reparación Histórica de Carlos Di Sarli el 29 de agosto de 2013 a las 18 hs en el Salón de los Pasos Perdidos en el Congreso de la Nación.
En 2019, obtuvo un premio Abelardo Raidi, distinción otorgada por la Asociación Internacional de Prensa Deportiva.
El 5 de agosto de 2021, fue declarado Personalidad destacada en el ámbito del Deporte por la legislatura de la ciudad de Buenos Aires.
En 2022, 2023 y 2024, Osvaldo recibió reconocimientos especiales de la WBA.
En 2023, participó de Pasaplatos edición famosos, el cual abandonó antes del inicio de la competencia ya que fue eliminado en la clasificación.
En la actualidad trabaja en radio, televisión y el medio gráfico. En radio, desde 2014, conduce Tango Libro Boxing Club los sábados a las 22 en LA 2X4, FM 92.7 El 22 de marzo de 2024, comenzó a presentar el programa Secretos del ring en Fox Sports.
En televisión en la Televisión Pública Argentina, TNT Sports, Telefe, Fox Sports Argentina y La Nación.
Además, desde 2006, Principi es profesor de la cátedra de bóxeo, materia optativa enmarcada en la licenciatura en periodismo de la Universidad de Palermo.

## Participaciones

### Comerciales
Príncipi trabajó para los comerciales de las siguientes empresas:
- Cerveza Quilmes
- Movistar
- Tarjeta Naranja
- Lucchetti
- Sprite
- Banco Río
- Ginebra Bols
- Lotería del Sur
- Raid
- Manaos

### Eventos
Príncipi participó en los siguientes eventos:
- Coca-Cola FEMSA
- Arcor en Luna Park
- Pronto Shake
- Despedida de Ariel Ortega en 9 de Julio
- Johnson & Johnson con Alejandro Lerner en Brasil
- 317 Día de la coloración con Roberto Pettinato en Puerto Madero
- Festival de la publicidad con Roberto Pettinato
- Tango y Boxeo estrenado en Festival mundial de Tango 2009 en Bs. As. Vigente, auspiciado por diversas Secretarías de Cultura del País

## Cine
- La pelea de mi vida (2012) como relator.
- 100% Lucha, el amo de los clones (2009)
- 100% Lucha, la película (2008)
- Tico tico (2003)

## Televisión
| Año             | Programa                | Canal                        |
| --------------- | ----------------------- | ---------------------------- |
| 1987-1989       | Ring Side 2             | Tevedos                      |
| 1990-1993       | Videomatch              | Telefe                       |
| 1994-2009       | Boxeo de Primera        | TyC Sports                   |
| 1995            | 360, Todo para ver      | Canal Trece                  |
| 1998            | Locos por el fútbol     | Canal Trece                  |
| 1999            | Campeones de la vida    | Canal Trece                  |
| 2003            | Deportes 7              | Canal 7                      |
| 2006-2010       | 100% Lucha              | Telefe                       |
| 2008-2009       | El muro infernal        | Telefe                       |
| 2010            | 3, 2, 1 ¡A ganar!       | Telefe                       |
| 2014            | La Nave de Marley       | Telefe                       |
| 2015-2016       | DXTV Noticias           | DXTV                         |
| 2016-2017       | TRB Boxeo               | CN23                         |
| 2016-2019       | Super Martes            | TyC Sports                   |
| 2017-2018       | Maratón                 | Televisión Pública Argentina |
| 2017 - presente | TNT Box                 | TNT Sports                   |
| 2018            | ¿En qué mano está?      | Telefe                       |
| 2018            | El Desafío del Castillo | Comedy Central               |
| 2018            | Sandro de América       | Telefe                       |
| 2018 - presente | Artistas del Knockout   | TNT Sports                   |
| 2020            | El muro infernal        | Telefe                       |
| 2021            | Pasapalabra             | Telefe                       |

## Discografía
- 1991: "Boxing Music Group"
- 2009: "100% Lucha" (CD 3)
- 2024: "Por si hoy se acaba el mundo" - Juguetes en el VIP